# Панцирные клещи
Панцирные клещи (лат. Oribatida) — подотряд клещей (иногда отряд) из отряда саркоптиформных (Sarcoptiformes) надотряда акариформных (Acariformes). Насчитывают от 6600 видов до примерно 11 тыс. видов и подвидов.

## Распространение
Палеарктика (3 863 вида). Неарктика (1 116). Афротропика (1 870). Ориентальная область (2 470). Австралия (1 500). Антарктика и субантарктика (138). Неотропика (2 238). Данные 2018 года для мировой фауны: 11 036 видов и подвидов (+ 1 551 синонимов), 1 278 родов и подродов (+ 441 синонимов), 163 семейства.

## Описание
Тело панцирных клещей тёмно-коричневого или чёрного цвета, размер от 0,2 до 1,4 мм. Орибатиды — это одна из наиболее многочисленных и доминирующих групп членистоногих в органических горизонтах большинства почв, где их удельный вес может достигать нескольких сотен тысяч индивидуумов на квадратный метр. Своей деятельностью они способствуют почвообразованию.
Кроме того, известно много древесных видов, особенно из семейств Euphthiracaridae, Camisiidae, Damaeidae, Cepheidae, Liacaridae, Carabodidae, Ceratozetidae, Mycobatidae, Scheloribatidae и Oribatulidae, которые проводят весь цикл развития на деревьях.
Имеют пять активных постэмбриональных возрастных стадий: личинка, 3 нимфальные стадии и взрослая стадия. Все эти стадии питаются разнообразным кормовым материалом, включая живые и мёртвые растения и грибы, лишайники и падаль, некоторые — неспециализированные хищники. Паразитизм у орибатид не известен. Орибатидные клещи являются переносчиками яиц гельминтов.
Панцирные клещи имеют низкий уровень метаболизма, медленное развитие и низкую плодовитость. Время развития от яйца до взрослой стадии изменяется от нескольких месяцев до двух лет в почвах лесов умеренного климата.
В семействе Crotoniidae (клады Holosomata или Desmonomata) наблюдается эволюционное возвращение от партеногенеза к половому размножению.

## Палеонтология
В ископаемом состоянии панцирные клещи известны со среднего девона. Самой древней ископаемой смолой, в которой они были найдены, является ливанский янтарь.

## Классификация
В подотряд вместе с Astigmata включают 249 семейств, 2399 родов и около 16 тыс. видов. По другим взглядам орибатиды рассматриваются в качестве отдельного отряда и объединяет около 200 семейств, более 1200 родов и около 6600 видов, включая модельный вид Nothrus palustris (Crotonioidea, Nothridae). Для США и Канады указано 1177 видов, 329 родов, 108 семейств и 44 надсемейства.
- Инфраотряд Desmonomata[4] (или надкогорта[5][22]) (Holosomata, Nothronata)
  - Гипотряд Nothrina[4] (или когорта[5])
    - Надсемейства: Crotonioidea (Crotoniidae, Malaconothridae, Camisiidae, Hermanniidae, Nanhermanniidae, Nothridae, Thrypochthoniidae), Hermannioidea, Nanhermannioidea

  - Гипотряд Brachypylina[4] (или когорта[5][23])
    - Надсемейства: Achipterioidea, ?Amerobelboidea, Ameroidea, Ameronothroidea, Carabodoidea, Cepheoidea, Ceratozetoidea (Ghilarovizetes), ?Charassobatoidea, Cymbaeremaeoidea, Damaeoidea, ?Eremaeoidea (Aribatidae, Eremaeus), ?Eremaeozetoidea, ?Eremelloidea, Galumnoidea, Gustavioidea, ?Gymnodamaeoidea, Hermannielloidea, ?Hydrozetoidea, Licneremaeoidea, Limnozetoidea, Microzetoidea, Neoliodoidea, ?Niphocepheoidea, Oppioidea, Oribatelloidea, Oripodoidea (Trachyoribates viktortsoii), ?Otocepheoidea, Phenopelopoidea, Plateremaeoidea, Polypterozetoidea, Tectocepheoidea, Trizetoidea, ?Unduloribatoidea, ?Zetomotrichoidea, Zetorchestoidea

  - Гипотряд Astigmata (=Astigmatina[4], или когорта[5], или в ранге отдельного подотряда или отряда[24])
    - Acaridia: Надсемейства: Acaroidea, Canestrinioidea, Glycyphagoidea, Hemisarcoptoidea, Histiostomatoidea, Hypoderatoidea, Schizoglyphoidea
    - Psoroptidia: Надсемейства: Analgoidea (=Pyroglyphoidea), Pterolichoidea, Sarcoptoidea
- Инфраотряд Enarthronota[4] (или надкогорта Enarthronotides, = Arthronota, =Arthronotina[5], или надкогорта Arthronota = когорты Euarthronota + Arthroptyctima[25])
  - Надсемейства: Atopochthonioidea, Brachychthonioidea, Cosmochthonioidea, Heterochthonioidea, Hypochthonioidea, Protoplophoroidea
- Инфраотряд Mixonomata[4] (или надкогорта[5][25])
  - Надсемейства: Epilohmannioidea, Eulohmannioidea, Euphthiracaroidea (Microtritia stria), ?Lohmannioidea, Nehypochthonioidea, Perlohmannioidea (Collohmannia), Phthiracaroidea
  - Надсемейство ?Mesoplophoroidea (или в Hypochthonioidea согласно Norton & Behan-Pelletier (2009: 440))[5]
- Инфраотряд Palaeosomata[4] (или надкогорта[5][25])
  - Надсемейства: Acaronychoidea, Ctenacaroidea, Palaeacaroidea (Aphelacaridae — Ctenacaridae — Palaeacaridae)
  - † incertae sedis (роды: † Marcvipeda — † Gradidorsum — † Stieremaeus)
- Инфраотряд Parhyposomata[4] (или надкогорта[5][25])
  - Надсемейство Parhypochthonioidea (Elliptochthoniidae — Gehypochthoniidae — Parhypochthoniidae)